# 瑞昌王 (明朝第七任)
瑞昌王朱中？（？—1661年7月29日（永曆十五年七月初五）），名字已佚，只知為「中」字輩的明朝宗室，也是南明政治人物。

## 生平
朱中？是朱議瀝的兒子，在永曆元年（1647年）十二月襲封瑞昌王。永曆十二年（1658年）長至節時，他和蜀王朱平樻爭列，怒氣沖沖到儀制司辱罵掾史，儀制員外郎屈士燝對他們說：「蜀王是太祖第十一子，寧王的兄長，玉牒還在，王爺是否想作亂？」兩年後（1660年）的九月，朱中？跟隨永曆帝到緬甸，和馬吉翔、李國泰當皇帝前爭吵，力勸徵召李定國出兵出；馬吉翔等人認為不可以，他仰天嘆道：「死無葬身了！」嘔血一斗多，到十五年（1661年）七月五日去世。

## 引用
1. 1 2  錢海岳《南明史·卷二十七·列傳第三》：瑞昌王議瀝，議氻弟。……子某，永曆元年十二月襲封。
2. ↑  錢海岳《南明史·卷五十八·列傳第三十四》：（永曆十二年）長至節，瑞昌王與蜀王爭列，盛氣至署，詈責掾史。士燝曰：「蜀王太祖十一子，寧王之兄，玉牒具在。王今欲亂之耶？」
3. ↑  錢海岳《南明史·卷二十七·列傳第三》：十四年九月，從扈緬甸。為人鯁直，每與馬吉翔、李國泰面叱廷爭，力勸召李定國兵出險。二人不可，仰天嘆曰：「死無葬身所矣！」歐血斗許。十五年七月五日薨。